# ルフロア郡 (オクラホマ州)
ルフロア郡（英: Le Flore County）は、アメリカ合衆国オクラホマ州の東部に位置する郡である。2010年国勢調査での人口は50,384人であり、2000年の48,109人から4.7％増加した。郡庁所在地はポトー市（人口8,520人）であり、同郡で人口最大の都市でもある。ルフロア郡はフォートスミス（アーカンソー州）大都市圏に属している。アメリカ合衆国地区裁判所オクラホマ東部地区はルフロア郡に管轄権がある地区裁判所である。

## 地理
アメリカ合衆国国勢調査局に拠れば、郡域全面積は1,608平方マイル (4,164.7 km2)であり、このうち陸地1,586平方マイル (4,107.7 km2)、水域は22平方マイル (57.0 km2)で水域率は1.38％である。

### 主要高規格道路
| - アメリカ国道59号線 - アメリカ国道259号線 - アメリカ国道270号線 - アメリカ国道271号線 | - オクラホマ州道1号線 - オクラホマ州道9号線 - オクラホマ州道31号線 - オクラホマ州道63号線 |

### 隣接する郡
- セコイア郡 - 北
- セバスチャン郡 (アーカンソー州) - 北東
- スコット郡 (アーカンソー州) - 東
- ポーク郡 (アーカンソー州) - 南東
- マカーテン郡 - 南
- プッシュマタハ郡 - 南西
- ラティマー郡 - 西
- ハスケル郡 - 北西

### 国立保護地域
- ウォシト国立の森（部分）
- ワインディングステア山国立レクリエーション地域
- スピロ・マウンズ

## 人口動態
以下は2000年国勢調査による人口統計データである。
| 基礎データ - 人口: 48,109人 - 世帯数: 17,861 世帯 - 家族数: 13,199 家族 - 人口密度: 12人/km2（30人/mi2） - 住居数: 20,142軒 - 住居密度: 5軒/km2（13軒/mi2） 人種別人口構成 - 白人: 80.35% - アフリカン・アメリカン: 2.21% - ネイティブ・アメリカン: 10.72% - アジア人: 0.21% - 太平洋諸島系: 0.03% - その他の人種: 1.44% - 混血: 5.03% - ヒスパニック・ラテン系: 3.84% 先祖による構成 - アメリカ人：22.7％ - アイルランド系：10.1％ - ドイツ系：9.6％ - イギリス系：7.7％ 年齢別人口構成 - 18歳未満: 26.1% - 18-24歳: 9.7% - 25-44歳: 27.0% - 45-64歳: 23.3% - 65歳以上: 13.8% - 年齢の中央値: 36歳 - 性比（女性100人あたり男性の人口） - 総人口: 99.3 - 18歳以上: 97.8 | 世帯と家族（対世帯数） - 18歳未満の子供がいる: 33.4% - 結婚・同居している夫婦: 58.5% - 未婚・離婚・死別女性が世帯主: 11.0% - 非家族世帯: 26.1% - 単身世帯: 23.1% - 65歳以上の老人1人暮らし: 10.9% - 平均構成人数 - 世帯: 2.61人 - 家族: 3.05人 収入と家計 - 収入の中央値 - 世帯: 27,278米ドル - 家族: 32,603米ドル - 性別 - 男性: 26,214米ドル - 女性: 19,792米ドル - 人口1人あたり収入: 13,737米ドル - 貧困線以下 - 対人口: 19.1% - 対家族数: 15.4% - 18歳未満: 24.1% - 65歳以上: 16.5% |

## 都市と町

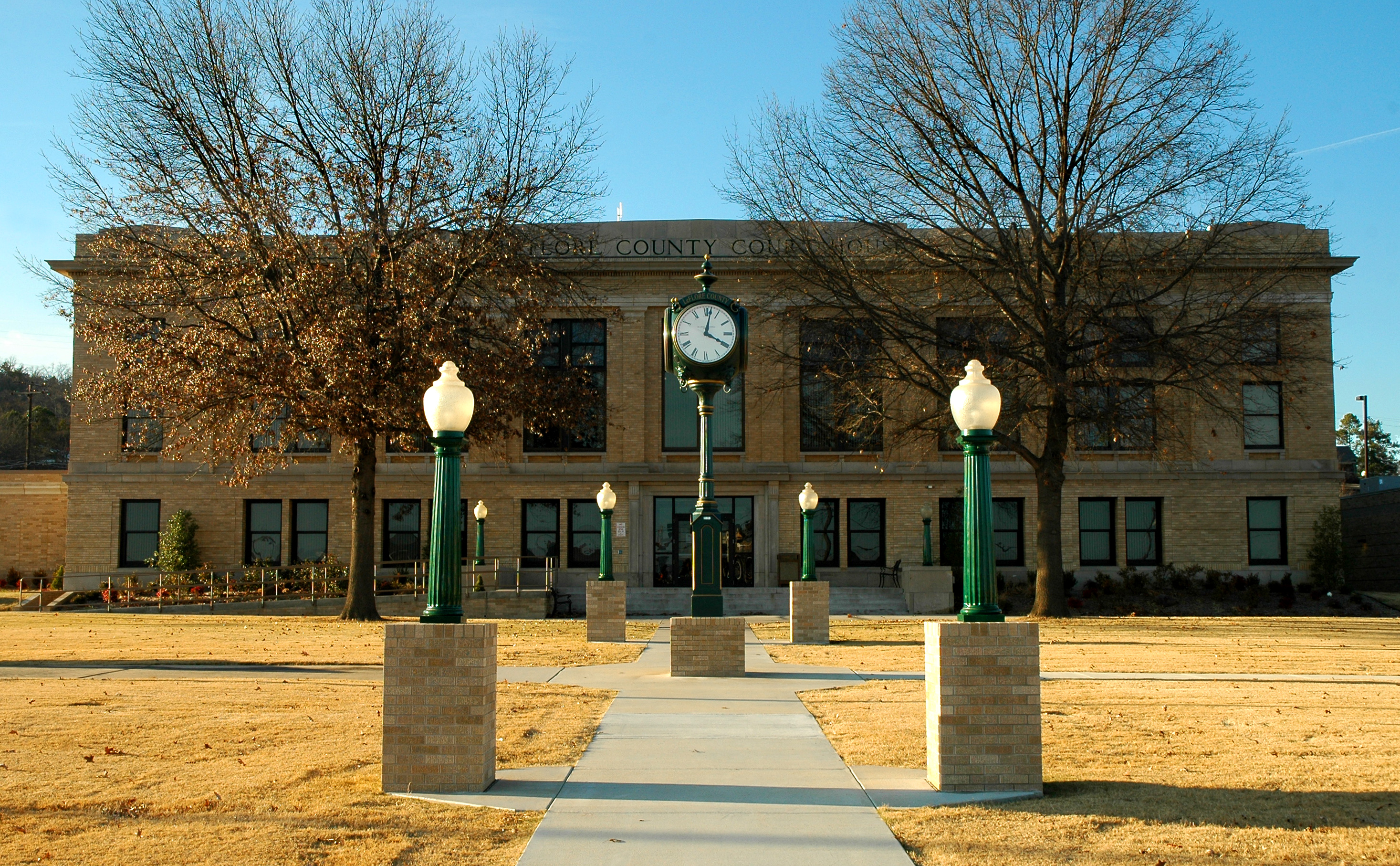
郡庁舎

| - ポトー（郡庁所在地） - アーコマ - ビッグシーダー - ボコシ - キャメロン - カウリントン - ファンショー‡ - フォートコフィ - ヒーブナー - ホジェン - ハウ - ルフロア | - モンロー - ミューズ - パナマ - ポコラ - ロックイアイランド - シェイディポイント - スカリービル - スピロ - タリヒナ - ウィスター - ホワイツボロ |

‡ – ファンショーの一部はラティマー郡に入っている